# Werner Wischniowski
Werner Wischniowski (* 17. September 1927 in Hugohütte (bei Tarnowitz); † 22. Februar 2009 in Dresden) war ein deutscher Maler und Restaurator.

## Leben
Sein Studium absolvierte Wischniowski an der Hochschule für Bildende Künste Dresden in Dresden bei Erich Fraaß und Hans Grundig. Für seine Diplomarbeit schuf er 1957 das Tafelbild „Kinder“. Er war bis 1990 Mitglied des Verbands Bildender Künstler der DDR.
Wischniowski war verheiratet mit der Bildhauerin, Malerin und Restauratorin Kristine Wischniowski-Helas.
Von 1994 bis zu seinem Tode wohnte er in Fürstenau. Sein Sohn Christoph Wischniowski (* 1974) ist Maler, Grafiker und Illustrator.

## Restaurierungsarbeiten
- Goldenen Pforte im Freiberger Dom
- 1976–1981 im Schloss Lauenstein
- 1974 mit Helmar Helas Felderdecke in der Kirche Leubnitz-Neuostra[2][3]

## Tafelbilder
- Fürstenau (1976, Öl)
- Nachbarhaus im Gegenlicht (1985, Öl)

## Ausstellungen (mutmaßlich unvollständig)

### Personalausstellungen
- 1968: Dresden, Leonhardi-Museum (mit Herta Günther und Marlene Magnus)
- 1975: Dresden, Leonhardi-Museum (mit Kristine Wichniowski)

### Ausstellungsbeteiligungen
- 1972, 1974 und 1979: Dresden, Bezirkskunstausstellungen
- 1986: Fürstenwalde („DDR-Miniaturen“)